# 稲嶺誉
稲嶺 誉（いなみね ほまれ、1980年10月21日 - ）は、沖縄県糸満市出身の元プロ野球選手（内野手、右投左打）、コーチ。現在は福岡ソフトバンクホークスのスカウトを務めている。横浜ベイスターズの元投手で現スカウトの稲嶺茂夫とは従兄にあたる。

## 経歴

### プロ入り前
沖縄水産高では1番ショートとして後にホークスでもチームメイトとなった新垣渚とともにプレー。3年生の時に第70回選抜高等学校野球大会、第80回全国高等学校野球選手権大会に連続して出場。
高校卒業後は北海道網走市に所在する東京農大生物産業学部に進み、1年生からレギュラーとして活躍。全日本大学選手権に4度出場した。北海道六大学リーグでは首位打者3回、ベストナイン6回。大学通算打率.385、通算40盗塁。大学の同期に小森孝憲がいる。大学の卒業論文のテーマは『ガチョウの研究』であった。
2002年のドラフト8巡目で福岡ダイエーホークスに入団。

### プロ入り後
2003年は、ルーキーながら同年の日本シリーズにも出場した。
元々左打ちだったが、2005年は両打ちに挑戦、しかし2006年からは再び左打ちに専念した。
2006年はシーズン打率.196ながら西武とのプレーオフでは1回戦で1-0の9回表に、3回戦でも1-0の7回表2死二、三塁のチャンスで代打に登場。1回戦は凡退したが、3回戦では同点適時打を放った。巨人小笠原内野手とは「顔が似ている」という理由で交流があり、2005年のオフには福岡県八女市で合同自主トレを行った。
守備では、主に二塁、遊撃、三塁を守ったが、2006年の秋季キャンプでは外野も練習していた。
2007年10月に戦力外通告を受ける。

### 引退後
2007年12月、四国・九州アイランドリーグの福岡レッドワーブラーズのコーチに就任し、2008年の1シーズン務めた。
2009年1月からは、古巣福岡ソフトバンクホークスのファームスタッフに就任。その後2軍マネージャーを務めた。2014年からは二軍内野守備・走塁コーチ、翌2015年からは三軍内野守備・走塁コーチを務める。2016年からはスカウトを務める。

## 詳細情報

### 年度別打撃成績
| 年 度     | 球 団                 | 試 合 | 打 席 | 打 数 | 得 点 | 安 打 | 二 塁 打 | 三 塁 打 | 本 塁 打 | 塁 打 | 打 点 | 盗 塁 | 盗 塁 死 | 犠 打 | 犠 飛 | 四 球 | 敬 遠 | 死 球 | 三 振 | 併 殺 打 | 打 率 | 出 塁 率 | 長 打 率 | O P S |
| --------- | --------------------- | ----- | ----- | ----- | ----- | ----- | -------- | -------- | -------- | ----- | ----- | ----- | -------- | ----- | ----- | ----- | ----- | ----- | ----- | -------- | ----- | -------- | -------- | ----- |
| 2003      | ダイエー ソフトバンク | 2     | 8     | 8     | 2     | 2     | 0        | 0        | 0        | 2     | 0     | 1     | 0        | 0     | 0     | 0     | 0     | 0     | 3     | 0        | .250  | .250     | .250     | .500  |
| 2004      | ダイエー ソフトバンク | 13    | 26    | 24    | 2     | 3     | 1        | 0        | 0        | 4     | 1     | 0     | 0        | 2     | 0     | 0     | 0     | 0     | 12    | 0        | .125  | .125     | .167     | .292  |
| 2005      | ダイエー ソフトバンク | 41    | 54    | 45    | 9     | 10    | 4        | 1        | 0        | 16    | 4     | 5     | 1        | 3     | 1     | 5     | 1     | 0     | 10    | 0        | .222  | .294     | .356     | .650  |
| 2006      | ダイエー ソフトバンク | 26    | 65    | 56    | 4     | 11    | 2        | 2        | 0        | 17    | 4     | 1     | 1        | 3     | 1     | 4     | 0     | 0     | 11    | 1        | .196  | .246     | .304     | .550  |
| 2007      | ダイエー ソフトバンク | 10    | 10    | 9     | 0     | 0     | 0        | 0        | 0        | 0     | 0     | 1     | 0        | 1     | 0     | 0     | 0     | 0     | 3     | 0        | .000  | .000     | .000     | .000  |
| 通算：5年 | 通算：5年             | 92    | 163   | 142   | 17    | 26    | 7        | 3        | 0        | 39    | 9     | 8     | 2        | 9     | 2     | 9     | 1     | 0     | 39    | 1        | .183  | .227     | .275     | .502  |

- ダイエー（福岡ダイエーホークス）は、2005年にソフトバンク（福岡ソフトバンクホークス）に球団名を変更

### 記録
- 初出場・初先発出場：2003年10月3日、対オリックス・ブルーウェーブ28回戦（Yahoo! BBスタジアム）、9番・二塁手として先発出場
- 初安打：同上、5回表に加藤大輔から中前安打
- 初盗塁：同上、5回表に二盗（投手：加藤大輔、捕手：前田大輔）
- 初打点：2004年4月23日、対北海道日本ハムファイターズ4回戦（札幌ドーム）、3回表に押本健彦から中前適時打

### 背番号
- 60 （2003年 - 2007年）
- 79 （2014年 - 2015年）